# كايل وليامز (لاعب كرة قدم أمريكية)
كايل وليامز (بالإنجليزية: Kyle Williams)‏ (و. 1983  م) هو لاعب كرة قدم أمريكية، ورياضي أمريكي، ولد في روستون، مركز لعبه هو معرقل دفاعي.

## التعليم
تعلم في ثانوية روستون ‏
.